# Stoke Bruerne
Stoke Bruerne – wieś w Anglii, w hrabstwie Northamptonshire, w dystrykcie (unitary authority) West Northamptonshire. Leży 11 km na południe od miasta Northampton i 89 km na północny zachód od Londynu. W 2001 miejscowość liczyła 395 mieszkańców.